# Basketball Club Žalgiris 2007-2008
Questa voce raccoglie le informazioni riguardanti il Basketball Club Žalgiris nelle competizioni ufficiali della stagione 2007-2008.

## Stagione
La stagione 2007-2008 del Basketball Club Žalgiris è la 15ª nel massimo campionato lituano di pallacanestro, la Lietuvos krepšinio lyga.

## Roster
Aggiornato al 14 luglio 2018.
| Žalgiris Kaunas 2007-08 | Žalgiris Kaunas 2007-08 |
| Giocatori               | Staff tecnico           |
| ----------------------- | ----------------------- |

| N. | Naz.                   | Ruolo | Nome                | Anno | Alt.   | Peso   |  |
| -- | ---------------------- | ----- | ------------------- | ---- | ------ | ------ |  |
| 4  | Slovenia (bandiera)    | AG    | Goran Jurak         | 1977 | 203 cm | 112 kg |  |
| 5  | Stati Uniti (bandiera) | G     | Marcus Brown        | 1974 | 191 cm | 90 kg  |  |
| 6  | Stati Uniti (bandiera) | C     | Tanoka Beard (C)    | 1971 | 206 cm | 121 kg |  |
| 8  | Lituania (bandiera)    | AP    | Jonas Mačiulis      | 1985 | 198 cm | 98 kg  |  |
| 9  | Lituania (bandiera)    | P     | Mantas Kalnietis    | 1986 | 195 cm | 90 kg  |  |
| 10 | Lituania (bandiera)    | G     | Dainius Šalenga (C) | 1977 | 197 cm | 93 kg  |  |
| 11 | Lituania (bandiera)    | C     | Eurelijus Žukauskas | 1973 | 216 cm | 116 kg |  |
| 12 | Lituania (bandiera)    | AP    | Artūras Milaknis    | 1986 | 195 cm | 90 kg  |  |
| 13 | Lituania (bandiera)    | A     | Paulius Jankūnas    | 1984 | 204 cm | 107 kg |  |
| 14 | Lituania (bandiera)    | C     | Donatas Motiejūnas  | 1990 | 213 cm | 101 kg |  |
| 15 | Lituania (bandiera)    | AG    | Vilmantas Dilys     | 1987 | 208 cm | 104 kg |  |
| 20 | Croazia (bandiera)     | AG    | Damir Markota       | 1985 | 208 cm | 102 kg |  |
| 24 | Croazia (bandiera)     | P     | Marko Popović       | 1982 | 184 cm | 82 kg  |  |
| 33 | Stati Uniti (bandiera) | AC    | Michael Bradley     | 1979 | 208 cm | 111 kg |  |
| 34 | Senegal (bandiera)     | C     | Mamadou N'Diaye     | 1975 | 213 cm | 115 kg |  |
| 41 | Stati Uniti (bandiera) | P     | DeJuan Collins      | 1976 | 188 cm | 85 kg  |  |

| Allenatore                                                                |
| - Rimantas Grigas                                                         |
| Assistente/i                                                              |
| - Darius Maskoliūnas Legenda - (C) Capitano - (IN) Inattivo - Infortunato |

## Mercato

### Sessione estiva
| Acquisti | Acquisti              | Acquisti          | Acquisti      | Acquisti |
| R.a      | Nome                  | da                | Modalità      |          |
| -------- | --------------------- | ----------------- | ------------- | -------- |
| G        | Marcus Brown          | Málaga            | definitivo    |          |
| AG       | Goran Jurak           | Fortitudo Bologna | definitivo    |          |
| G        | Dainius Šalenga       | Girona            | definitivo    |          |
| C        | Eurelijus Žukauskas   | Lietuvos rytas    | definitivo    |          |
| AG       | Vilmantas Dilys       | Axarquía          | fine prestito |          |
| PG       | Žygimantas Janavičius | Alytus            | definitivo    |          |

| Cessioni | Cessioni              | Cessioni          | Cessioni       | Cessioni |
| R.       | Nome                  | a                 | Modalità       |          |
| -------- | --------------------- | ----------------- | -------------- | -------- |
| C        | Loren Woods           | Efes Pilsen       | fine contratto |          |
| P        | Vidas Ginevičius      | Spartak Primor'e  | fine contratto |          |
| GA       | Marcelinho Machado    | Flamengo          | fine contratto |          |
| AP       | Vaidotas Peciukas     | Neptūnas Klaipėda | fine contratto |          |
| P        | Vytenis Jasikevičius  | Sūduva            | prestito       |          |
| C        | Darius Šilinskis      | Ciudad de Huelva  | fine contratto |          |
| C        | Hanno Möttölä         | Aris Salonicco    | fine contratto |          |
| PG       | Žygimantas Janavičius | Žalgiris-Sabonis  | prestito       |          |
| C        | Vladimir Štimac       | Valmiera          | prestito       |          |

### Dopo l'inizio della stagione
| Acquisti | Acquisti        | Acquisti             | Acquisti         | Acquisti   |
| R.       | Nome            | da                   | Data             | Modalità   |
| -------- | --------------- | -------------------- | ---------------- | ---------- |
| AC       | Michael Bradley | Alba Berlino         | 15 novembre 2007 | definitivo |
| AG       | Damir Markota   | Sptk. S. Pietroburgo | 30 gennaio 2008  | definitivo |
| C        | Mamadou N'Diaye | Panellīnios          | febbraio 2008    | definitivo |

| Cessioni | Cessioni        | Cessioni     | Cessioni        | Cessioni    |
| R.       | Nome            | a            | Data            | Modalità    |
| -------- | --------------- | ------------ | --------------- | ----------- |
| C        | Tanoka Beard    | Hapoel Holon | 9 novembre 2007 | rescissione |
| AC       | Michael Bradley | Granada      | 10 marzo 2008   | rescissione |